# Scoparia ustimacula
Scoparia ustimacula là một loài bướm đêm trong họ Crambidae.